# Benk Dénes
Benk Dénes (Jászberény, 1976. szeptember 23. –) magyar humorista.

## Pályája
A jászapáti Mészáros Lőrinc Szakközépiskolában érettségizett, majd a gödöllői Szent István Egyetem Gépészmérnöki karán szerzett diplomát. Eredeti foglalkozása gépészmérnök. Először 18 éves korában indult tehetségkutató műsorban, a Ki mit tud jászberényi selejtezőjén lépett fel. Dolgozott mérnökként és logisztikusként is. 2004 őszén volt először a Fiatal Félőrültek Fesztiválján, 2006 elején kezdett el foglalkozni a stand-up comedy műfajával. A Magyar Rádió 5. Humorfesztiváljának döntőse, a Godot Dumaszínház és a Showder Klub című műsor egyik állandó fellépője. Nőtlen.

## Könyvei
- Kiss Kiss Benk Benk (Ulpius-ház, 2012, ISBN 9789632547091, Kiss Ádámmal közösen)